# Doombot
Los Doombots (o Muertebots) son robots ficticios que aparecen en los cómics estadounidenses publicados por Marvel Comics.

## Historia
Los Muertebots son robots que son modelados por su creador el Doctor Muerte. Son réplicas exactas del Doctor Muerte verdadero y fueron creados para reemplazar al Doctor Muerte en determinadas situaciones y fueron hechos con un programa de IA avanzada que les lleva a creer que cada uno es el Doctor Muerte verdadero. El Doctor Muerte diseñó dos tipos de réplicas: los Muertebots de lucha y los Muertebots diplomáticos. Son utilizados cuando el Doctor Muerte no está seguro de que ganaría. Todos los Muertebots son programados por el Doctor Muerte e incluyen desactivación a distancia en caso de que uno se levante contra el propio Muerte. Los Muertebots aparecen por primera vez donde ayudan a capturar a los Cuatro Fantásticos para que el Doctor Muerte pueda enviar a Mister Fantástico, la Antorcha Humana, y la Cosa atrás en el tiempo para recuperar el tesoro de Barbanegra mientras estaba usando a la Mujer Invisible como rehén.
Los Muertebots después ayudan al Doctor Muerte a capturar a Spider-Man, pero accidentalmente capturaron a Flash Thompson disfrazado de él.
Los Muertebots estaban presentes cuando el Doctor Muerte le dio poderes a tres criminales para ser el Trío Terrible.
Durante su plan para expulsar al Doctor Muerte, de Latveria, el príncipe Rudolfo hace que una mujer llamada Ramona (que se parece al amor de la infancia del Doctor Muerte, Valeria) sea recogida por un Muertebot que patrullaba. Después de que el Hombremuerte que el Doctor Muerte había creado viene a la vida, el Doctor Muerte envía a los Muertebots a lidiar con el príncipe Rudolfo y sus hombres.
Un Muertebot en la forma del Doctor Muerte capturó a Arcade y las familias de los Hombres X para que la Patrulla X pueda venir tras Arcade. Esto hizo que el equipo 1 de la Patrulla X (compuesto por Ángel, Coloso, Rondador Nocturno, Tormenta, Lobezno) vaya tras el Doctor Muerte mientras Banshee, Kaos, el Hombre de Hielo, y Polaris se dirigen a Mundo Asesino para rescatar a los padres cautivos. Esto resultó ser una trampa para el equipo 1 ya que el Muertebot en realidad está aliado con Arcade. Arcade y el Muertebot han diseñado las trampas en las que los miembros cautivos de la Patrulla X son colocados. Los integrantes de la familia cautivos en Mundo Asesino resultan ser robots que atacan a los miembros de la Patrulla X que fueron enviados allí. Cuando Tormenta se vuelve uno con el planeta, ataca al Muertebot
El Amo de las Marionetas después hace un muñeco del Doctor Muerte mientras controla al Doctor Muerte en para que envíe a sus Muertebots para atacar a los Cuatro Fantásticos.
El Doctor Muerte después envía a sus Muertebots a secuestrar a un muy dañado "John Doe" de un hospital de Manhattan. El "John Doe" resulta ser un Terrax sin poderes como el Doctor Muerte se ofrece a ayudarle a recuperar sus poderes. Mientras que la Antorcha Humana y la Cosa están luchando contra Terrax, la Mujer Invisible se encuentra con un Muertebot en la forma del Doctor Muerte y lo destruye fácilmente.
Doctor Muerte conduce a los Muertebots a capturar a Franklin Richards para que vueda venderlo a Mefisto a cambio del alma de su madre, Cynthia Von Muerte.
Durante la historia Acts of Vengeance, un Muertebot fue usado por el Doctor Muerte para servir como su representante en el momento en que Loki reunió a algunas mentes criminales para ayudar en su plan. El Muertebot envió a La Asamblea del Mal para atacar a los Vengadores en una conferencia de prensa sólo para controlar a Hulka y Capa y Puñal.
Marta Plateada y el Grupo Salvaje combatieron Muertebots que estaban trabajando para un Doctor Muerte impostor.
Un Muertebot más tarde causa un alboroto en la ciudad. Cuando los Cuatro Fantásticos y Los Vengadores no pueden llegar a hacer frente a la situación, Code: Blue logra derrotarlo con la ayuda de la Pandilla de la Calle Yancy.
Un joven llamado Billy contrata a los Héroes de Alquiler en busca de su robot desaparecido Victor. El robot Victor de Billy es en realidad un Muertebot reprogamado que ha caído bajo el control de los Hombres Cabeza donde lo utilizan para atacar a Billy y Entomólogo. Victor el Muertebot más tarde ataca a los Héroes de Alquiler lo que resulta en la muerte de Orka.
Tras la historia de Civil War, Muertebot diseñado para parecerse al Doctor Muerte fue construido para aparecer en el funeral de Zancudo.
Durante la historia de Reino Oscuro, Pantera Negra se reunía con Namor sobre unirse a la Camarilla (que también consistía en el Doctor Muerte, Emma Frost, el Encapuchado, Loki, y Norman Osborn). Cuando Pantera Negra rechazó la oferta, es atacado por el Doctor Muerte y los Muertebots.
El Doctor Muerte más tarde reajusta a los Muertebots para atacar a Donald Blake. Thor más tarde lucha contra un Muertebot antes de encargare del Doctor Muerte en un robot pilotable que está modelado por el Destructor.
Durante la historia de Sitio, El Doctor Muerte utiliza un Muertebot para asistir a una reunión de la Camarilla y habla a través de él para exigir que Norman Osborn cesa su campaña contra Namor. Cuando el Muertebot es vencido por Supervisor, libera un enjambre robótico que se desató sobre la Torre de los Vengadores. Norman Osborn encuentra una manera de apagar el enjambre robótico Vigía destruye el Muertebot.
Durante la historia de Infinity, se muestra que algunos Doombots trabajan en la Escuela de Ciencia Latveriana como maestros. Incluso hay una versión femenina de un Muertebot que también funciona allí.

### Muertebot de Vengadores I.A.
Tras la historia Age of Ultron, Henry Pym fue visto con la cabeza de un Muertebot cuando comienza a trabajar en ella. El Muertebot en el que Henry Pym estaba trabajando termina por unirse a los Vengadores I.A. de Henry Pym junto a Monica Chang, Victor Mancha, y Visión. Este Muertebot se muestra como gobernante de la Tierra en un futuro posible, donde convoca a varios Vengadores de diferentes períodos de tiempo juntos para derrotar la conquista del mundo por Ultron antes de tomar el control. Sin embargo, los Vengadores pueden derrotar a los ejércitos de Muerte rescatando a las fuerzas de Asgard del encarcelamiento, seguido de Visión convenciendo al Muertebot de que explore su propia identidad y reconozca los rasgos más positivos de Doom en lugar de seguir ciegamente el ejemplo original de Victor von Muerte y abaratarlo. legado dejando que otro defina su camino. En otro futuro posible, Dimitrios, nacido del antivirus Ultron, destruye a toda la humanidad, Kree, Skulls y la vida inhumana. Solo la A.I. del Avenger sobrevivir para resistirlo. En el año 12.000 d. C. tienen una última batalla sobre el cadáver de Galactus. Muertebot se sacrifica cuando Dimitrios mata a Victor Mancha, la única persona a la que llamó "Pal", liberando el agujero negro en su pecho.

### Vincent Doonan
Siguiendo la paradoja del viaje en el tiempo de Chica Ardilla, un Muertebot artificialmente inteligente escapó del Doctor Muerte y con ayuda se convirtió en un miembro bien adaptado de la sociedad durante unos años. Demasiado bien ajustado en realidad. El hombre que lo arregló y le dio un nuevo rostro humano tuvo un problema con los superhéroes y otros eventos extraños en el Universo Marvel, en los que Muertebot imprimió. Aunque vivió durante décadas en un pequeño suburbio bajo el nombre de Vincent Doonan, aparentemente contrató asesinos en secreto para eliminar a algunos de los seres más extraños, como los traficantes de armas alienígenas. Esto lo llevó a contratar a M.O.D.O.K. y luego a Gwenpool cuando ella se hizo cargo de su organización. Gwen despertó su interés con su charla sobre su propio mundo, donde tales cosas nunca suceden en la vida real y era más extraña que los extraterrestres y otras "amenazas", lo que hizo que Vincent decidiera que necesitaba morir por encima de todo tan pronto como supiera más sobre ella en un mundo maravilloso. Intentó matarla, haciendo equipo con los extraterrestres que la envió a matar en primer lugar y secuestrando a los compañeros de trabajo y amigos de Gwen como rehenes, pero finalmente fue golpeado cuando Gwen amenazó con volar a sus vecinos si no activaba el extraterrestres. Peor aún, debido a un malentendido, fue denunciado como un Muertebot y se le dio todo el crédito por derrotar a los malvados alienígenas, arruinando su estilo de vida idealista en una pequeña ciudad mientras el mundo se pregunta qué grandes hazañas logrará el Muertebot Vincent Doonan a continuación, a pesar de sus intentos de esconderse. de los medios de comunicación y el deseo de que todos se olviden de él.
Vincent tiene varias armas, la capacidad de volar, sistemas de defensa anti-paranormales, inteligencia artificial y un interruptor rojo que volverá a encender su personalidad de Victor Von Muerte si se usa. Gwen y sus amigos lo han visto repetidamente en la televisión siendo promocionado como un superhéroe y filántropo desde la pérdida de su identidad secreta. Él, junto con el Hombre Araña Miles Morales y el amigo de Gwen, El Ojo Terrible, recientemente se reveló que posiblemente viajó en el tiempo a su primera Navidad y ha sido parte de un complot para que el hermano de Gwen, Teddy Poole, la ayude a atraparla, porque en el futuro gana un poder terrible y arruina sus vidas.
Más recientemente, Gwenpool decidió hacerse un nombre como heroína al derrotar al Dr. Muerte, sin saber que él mismo estaba tratando de ser un héroe. Ella usó a Vincent para localizarlo y mientras estuvo brevemente encarcelada, Doom (quien Gwen pensó que era "Máquina de Guerra con una sudadera con Capucha") y Vincent habló y aunque a Vincent no le gusta su creador, Muerte le dijo a Vincent que estaba muy orgulloso de la persona A.I. Muerte-bot se había convertido. Vincent ayudó a Muerte, Dr. Strange y Ojo Terrible a realizar un hechizo para devolver al compañero de Gwen, Cecil, a su forma humana y hacer que su nuevo cuerpo de monstruo fuera amigable. Más tarde permite que la versión actual de Chica Ardilla.

### Cabeza de Muertebot
Después de que Muerte envió un ejército de Muertebots para atacar a Chica Luna y Dinosaurio Diablo, ella confiscó una de las cabezas y la volvió a utilizar para administrar su guarida cuando estaba fuera. Hasta ahora lo ha hecho haciendo copias robóticas defectuosas de ella para completar mientras estaba fuera del planeta.

## Poderes
Los Muertebots son robots blindados que son resistentes a los ataques mentales, emocionales, y de ilusión. Todos los Muertebots pueden disparar un rayo de sus guantes parecido a los ataques del Doctor Muerte.
Los Muertebots portan mochilas propulsoras que les permiten volar.
Hay pequeñas extremidades mecánicas y herramientas en la cabeza de todo Muertebot que les permite reconstruir el resto del cuerpo. Esto permite que el robot se infiltre en las fortalezas enemigas .... Las piezas se envían a través de una manera diferente, y la cabeza construye el cuerpo en minutos.
Los Muertebots pueden establecerse para autodestruirse siempre que estén en riesgo de ser capturados o derrotados, o al capricho de Muerte.

## Modelos de Muertebot
Había diferentes modelos de los Muertebots:
- Muertebots Diplomáticos - Estos Muertebots tienen una inteligencia superior y niveles de blindaje normales. Ellos carecen de fuerza y refuerzo de las Muertebots de Lucha. Los Muertebots Diplomáticos son utilizados en las reuniones diplomáticas, como en las Naciones Unidas y al ocuparse y/o seducir a posibles aliados.

- Muertebots de Lucha - Estos Muertebots se han mejorado con una gran resistencia y reforzados para el combate directo, incluso pudiendo resistir temporalmente con la Cosa. El Doctor Muerte envía un Muertebot de lucha cada vez que estime una pelea probable, ya que cuentan con armamento pesado y más sistemas de armas que los modelos diplomáticos. La mayoría de estos Muertebots de combate son tan fuertes que los enemigos se dan cuenta rápidamente que no están luchando con el Muerte verdadero, un humano no mejorado.

## En otros medios

### Televisión
- Los Doombots hicieron apariciones anónimas en Spider-Man and His Amazing Friends episodio "El fantástico sr. espantajo."
- Los Muertebots no son más que el nombre de sus soldados robóticos en Fantastic Four: World's Greatest Heroes. Están armados con armas diseñadas para hacer frente a los poderes de los Cuatro Fantásticos (es decir, cañones de hielo para la Antorcha Humana, láseres de concusión para la Mujer Invisible, etc.) Finalmente Muerte, construye un robot que se ejecuta con una inteligencia artificial sofisticada hasta el punto que se modela en cómo operan los cerebros orgánicos. Destinado a adaptarse y aprender a derrotar a los 4F, la Cosa se hace amigo del Muertebot nombrándolo "Magullador".
- Los Doombots aparecen en The Super Hero Squad Show con la voz de Charlie Adler.
- Los Doombots fueron mencionados como broma en Iron Man: Armored Adventures episodio "El poder de Muerte".
- Los Doombots aparecen en The Avengers: Earth's Mightiest Heroes episodio "El poder de Muerte."
- Los Doombots aparecen en Ultimate Spider-Man, primera temporada, episodio, "El Terrible Doctor Muerte". Están equipados con menos armas que el Mark VI, siendo el único equipo lanzacohetes y son más ágiles. Fueron vistos por primera vez cuando Spider-Man y su equipo invadieron Latveria para derrotar y capturar al Doctor Doom con la esperanza de ser reconocidos por Fury.
- Los Doombots aparecen en Avengers Assemble episodio "La Serpiente de Muerte." Los Vengadores fueron atacados por Doombots y Doom Dogs, y los eliminaron hasta que el Doctor Doom irrumpió en el suelo y dijo: "¡Te atreves a traspasar el suelo de Latveria!".
- Los Doombots aparecen en Hulk and the Agents of S.M.A.S.H., segunda temporada. En el episodio, "Un Futuro Aplastante, Parte 1: La Era de los Dinosaurios", se los ve en la embajada de Latveria protegiéndolo mientras el Doctor Doom está ausente. Los Agentes de S.M.A.S.H. luchan a través de los Doombots en el momento en que el Líder se infiltra en la embajada de Latveria para llegar a los cinturones de tiempo experimentales del Doctor Doom.

### Videojuegos
- Los Muertebots aparecen en Los 4 Fantásticos.
- Los Muertebots aparecen en Marvel: Ultimate Alliance.
- Los Muertebots aparecen en Marvel Super Hero Squad.
- Los Muertebots aparecen en Marvel Avengers Alliance.
- Los Muertebots aparecen como enemigo y personaje jugable en Lego Marvel Super Heroes. Aparecen como enemigos en el nivel "Doctor in the House" y al finalizar el nivel, desbloqueas a uno de ellos.

### Juguetes
- Un Muertebot era un personaje jugable en el set de los Guardianes Galácticos de Marvel Heroclix.

### Podcasts
- Una versión de Muertebot aparece en el podcast Marvel's Wastelanders: Old Man Star-Lord.[26]